# Siegfried Haglmo
Siegfried Haglmo (* 28. Januar 1967 in Reisbach/Vils) ist als Musiker, Texter und Komponist hauptsächlich im Bereich der alternativen Volksmusik tätig.
Haglmo erhielt durch Familienmusik Zugang zur Volksmusik, er lernte das Ziehharmonikaspiel von seinem Vater. Weitere musikalische Erfahrung sammelte er als Sänger und Bassist in Rockgruppierungen. Seit 1994 ist er im Bereich der alternativen Volksmusik tätig.
Seit  ca. 2007 baut Siegfried Haglmo auf dem elterlichen Einödhof in Hackl/Niederbayern Ziehharmonikas. Die "Haglmo Harmonika" ist mit einer speziellen Diskantmechanik ausgestattet und optisch den wenigen noch erhaltenen Roßhuber-Harmonikas nachempfunden.

## Veröffentlichungen
Hundsbuam Miserablige (1994–2004)
- 1995 Hundsbuam Miserablige
- 1997 Hundsbuam Hui
- 2004 Hundsbuam Hoam

Verschiedene Auskopplungen für Sampler zur alternativen Volksmusikszene
Edelschwarz
- 2002 Alpine Härte 1 von 2
- 2009 Briten, Bauern & Barone

Zusammenarbeit mit Monika Drasch
2004 Start der Zusammenarbeit mit Monika Drasch
Erarbeitung des literarisch-musikalischen Programms um die bayrische Schriftstellerin Emerenz Meier (1874 bis 1956)
Veröffentlichung in Zusammenarbeit mit Wolfgang Neumann, Eva Sixt und Christa Berndl beim Morsak Verlag
- 2005 Emerenz Meier – Out of Heimat

Bühnenprogramm mit Ilse Neubauer
Freischaffende künstlerische Tätigkeiten
- 2001 Zabine – Albumproduktion und Debut-Tour
- 2002 Mozartband, Wien – Albumproduktion Soul